# Dęblin Towarowy
Dęblin Towarowy – towarowa stacja kolejowa w mieście Dęblin, w województwie lubelskim, w Polsce.